# 김풍철
김풍철(1976년 10월 20일 ~)은 롯데 자이언츠의 스카우트 부서장이자 전 야구 선수다. 2002년 롯데에 입단하여 그 해 25경기 54이닝 1승 3패 1세이브 평균자책점 3.67을 기록하며 핵심 불펜 투수로 활약했다. 그러나 부상으로 인해 2003년에는 1군에 등판하지 못하고 은퇴했다.

## 출신 학교
- 동래고등학교
- 동아대학교

## 같이 보기
- 2002년 롯데 자이언츠 시즌